# Garita de Los Metales
La Garita de Los Metales (letteralmente "Corpo di guardia dei metalli", o più precisamente: "Ricevitoria del dazio sui metalli"), è un edificio storico di epoca porfiriana, ubicata nel centro storico della città di frontiera di Ciudad Juárez, nello stato di Chihuahua in Messico.

## Storia

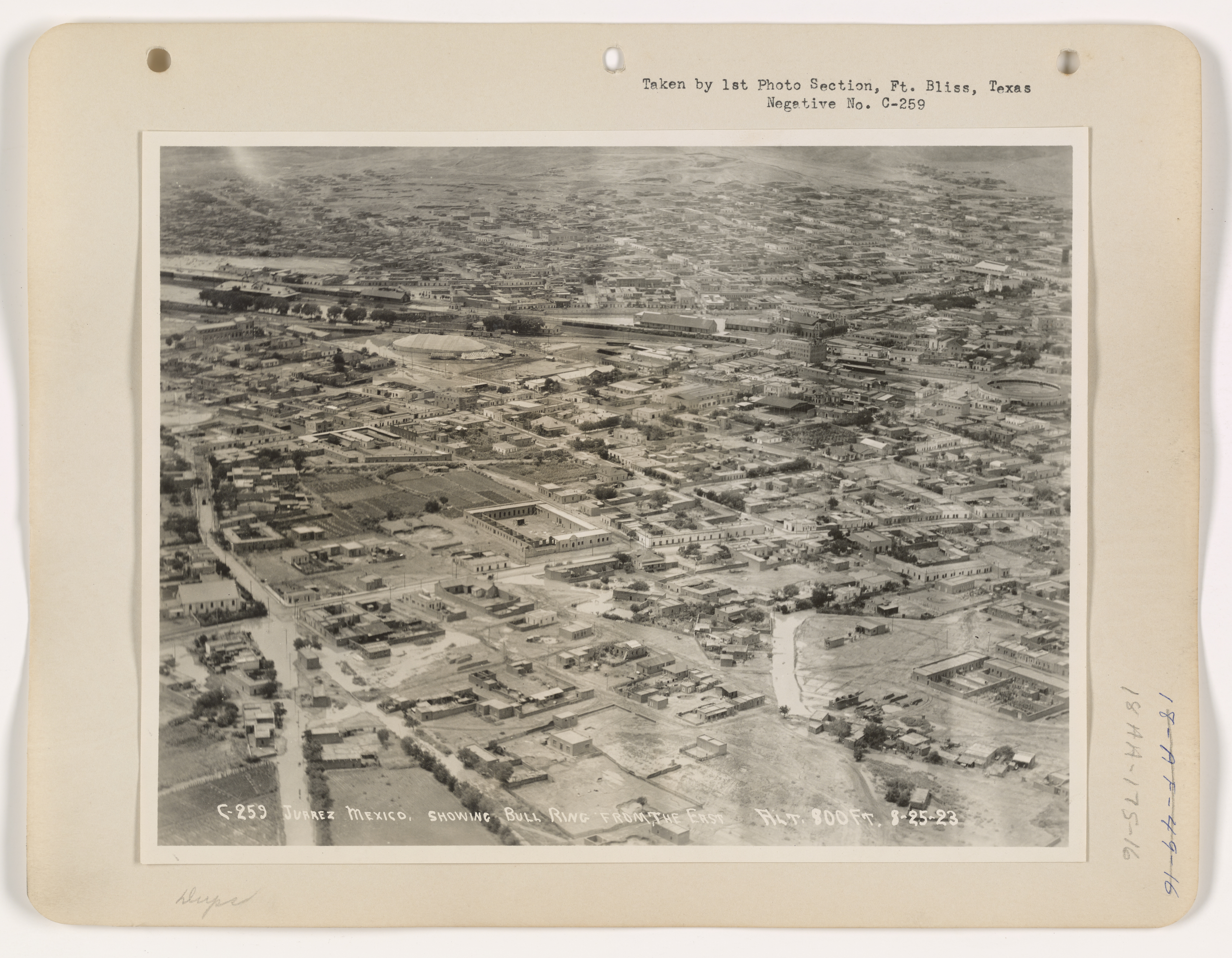
Ciudad Juárez nel 1923: la dogana e sulla sinistra lo scomparso scalo merci; sopra il circo la Garita de los Metales

Nonostante le ridotte dimensioni rispetto al complesso di edifici storici di cui fa parte, la Garita de los Metales (traducibile come "Ricevitoria" o "Casello del dazio sui metalli"), venne costruita nel 1884 e inaugurata nel 1889, era, insieme all'antica Dogana di Ciudad Juárez (oggi Museo de la Revolución en la Frontera) e all'antica casa dell'amministratore della dogana (del 1886), parte del gruppo di edifici amministrativi doganali, e ne presenta le stesse caratteristiche architettoniche. Questo edificio è considerato di grande rilevanza storica. Fu costruito durante la presidenza di Porfirio Díaz e la sua funzione era quella di verificare, su uno scalo merci attiguo (oggi smantellato), tutti i treni merci carichi di qualsia tipo di metalli, che i documenti di esportazione verso gli Stati Uniti, fossero in regola e che non vi fosse nascosto oro di contrabbando tra i metalli (come spesso capitava), in caso si trovassero irregolarità, venivano applicate tasse e multe corrispondenti alle leggi allora in corso. Nel 1933 smise di funzionare come Garita de los Metales e divenne la Junta Federal de Mejoras Materiales (lEnte Federale per i Miglioramenti Materiali, in italiano). La struttura ha subito più volte danni da incendi dolosi, l'ultimo dei quali, il più disastroso, il 19 marzo 2010. Durante l'amministrazione dell'ex-sindaco Enrique Serrano, 5 anni dopo l'incendio, annunciarono che avrebbero convertito questa struttura nella prima biblioteca musicale dello stato, denominata "Fonoteca", la ristrutturazione avrebbe comportato un investimento di un milione di pesos messicani, ricevuti da un fondo ottenuto dal Comune attraverso il Governo Federale del Messico, è stata successivamente sottoposta ai restauri, quali il rifacimento degli interni, delle finestre e del tetto, che erano stati distrutti dal fuoco e la pulizia dei muri esterni anneriti dal fumo. Nonostante le premesse, la fonoteca non vide mai la luce. Nel 2016 venne trasformata in un centro di informazioni turistiche della Segreteria del Commercio e del Turismo del Governo dello Stato di Chihuahua. Nel 2018, l'ufficio informazioni turistiche, venne chiuso e intorno alla Garita venne costruita una cancellata per proteggerla da ulteriori atti di vandalismo. Da allora la struttura è vuota, il comune ha presentato progetti per la sua riapertura ad uso culturale, senza al momento ottenere risultati.

## Descrizione
La Garita è in stile francese, simile architettonicamente all'antica Dogana è un piccolo edificio che si sviluppa su due piani, per un totale di 70m², le quattro facciate hanno tutte mattoni a vista, con ampie finestre che permettono un'illuminazione naturale degli interni, ai quattro angoli, intorno alla porta di accesso e alle finestre ad arco, vi è una decorazione in pietra bianca, la stessa, come cornicione, circonda l'edificio tra il piano terra, il primo piano e alla base del tetto, l'ingresso da accesso alla sala al piano terra, dove una scala sulla sinistra porta al piano superiore.